# 황산 니켈
황산 니켈(Nickel(II) sulfate)은 니켈의 황산염이다.

## 제법
황산에 니켈, 산화니켈, 탄산니켈 따위를 녹여 제조되며, 연간 1만톤이 생산된다.

## 용도
니켈의 전기도금에 사용된다.